# Typhoon (Bobbejaanland)
Typhoon is een stalen achtbaan in het Belgische attractiepark Bobbejaanland in Lichtaart.

## Algemene informatie

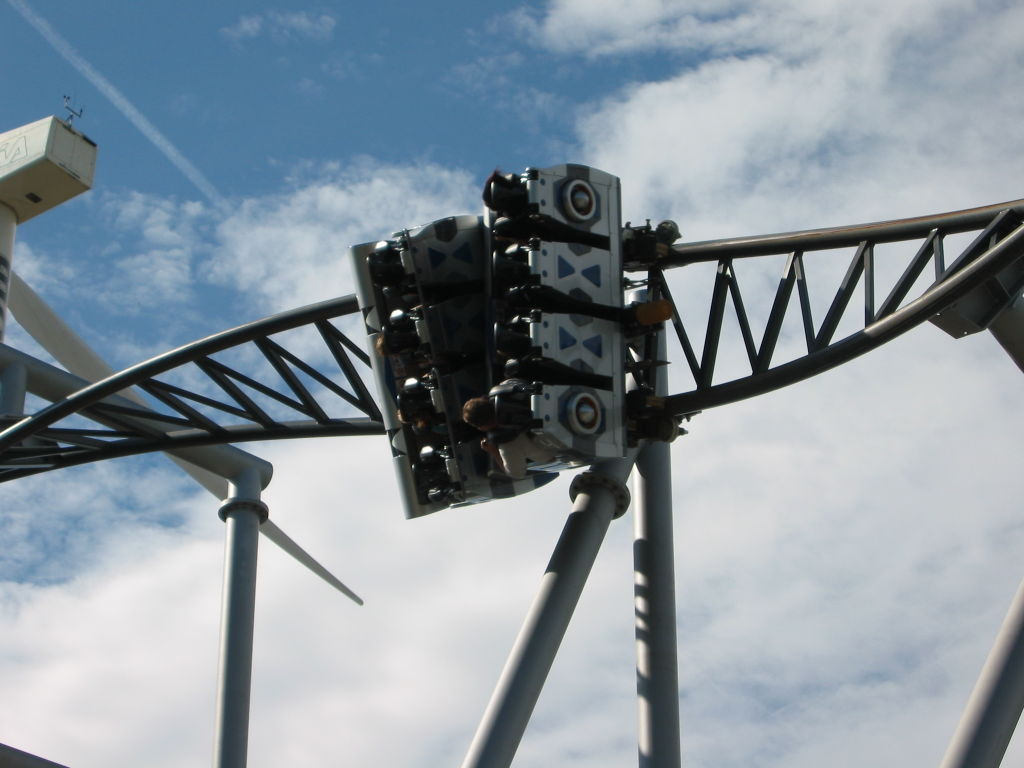
Heartline Roll

Typhoon werd tegen einde 2002 door de familie Schoepen contractueel aangeworven voor ongeveer 7,5 miljoen euro. De bouw van de attractie duurde meer dan een jaar, uitgevoerd door het Duitse Gerstlauer en werd geopend op 10 april 2004. De attractie is gebouwd ter vervanging van de Looping Star (1979), op een terrein van 75 bij 29 meter en heeft een maximale hoogte van bijna 26 meter. Na anderhalve minuut heeft Typhoon haar 670 meter lange traject voltooid. De looping van Typhoon staat op dezelfde plaats als de iconische looping van de Looping Star en is als visuele knipoog ook met eenzelfde constructie gebouwd.
Er zijn 8 wagentjes, die allemaal 8 passagiers kunnen vervoeren (2 rijen van 4 personen). De capaciteit van Typhoon bedraagt ongeveer 1400 bezoekers per uur.
Om de capaciteit van de attractie te verhogen, heeft Bobbejaanland aan het begin van seizoen 2025 een single riders-rij toegevoegd. Deze bevindt zich rechts van de Speedy Pass-ingang.

## De rit

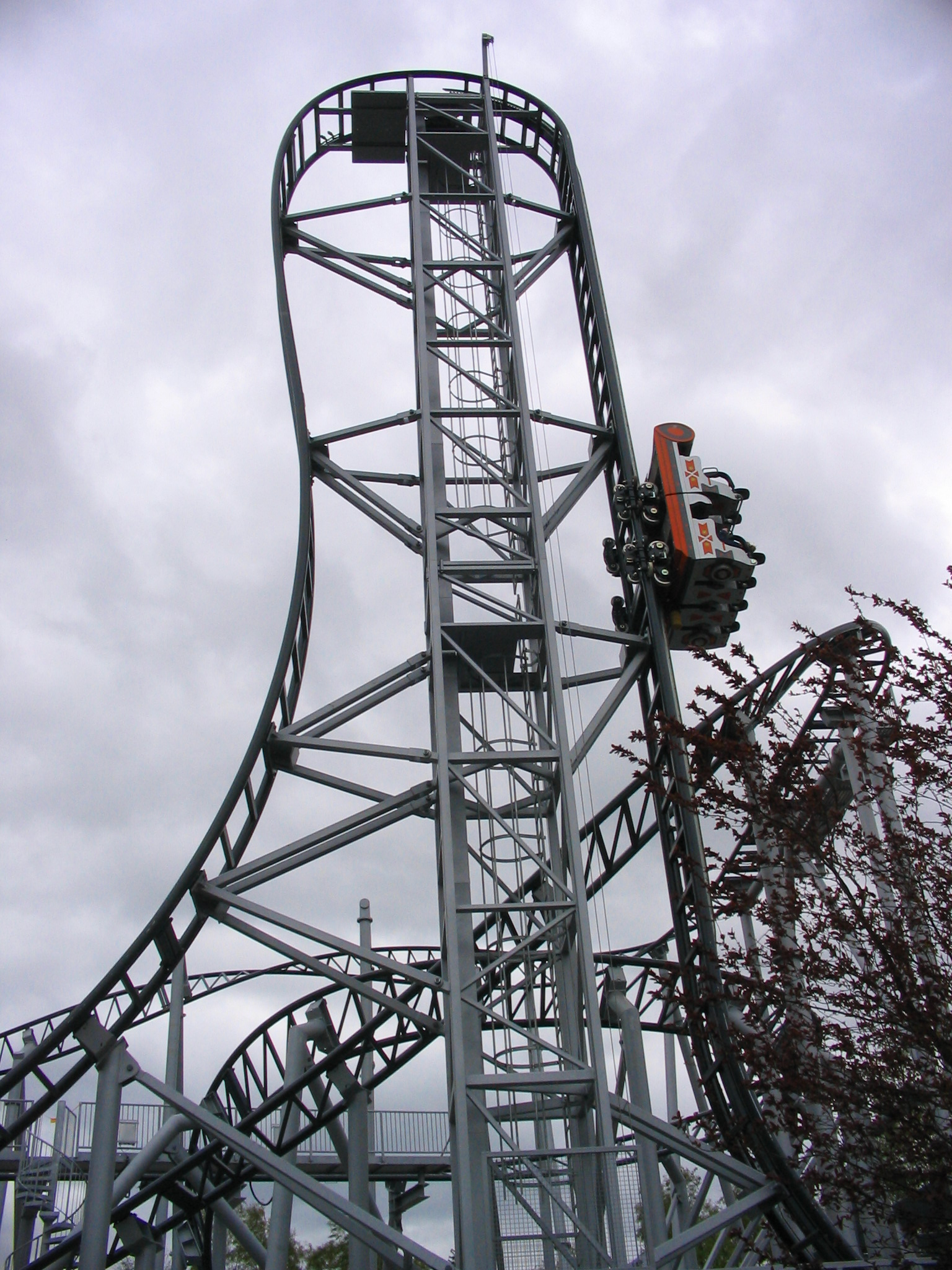
De optakeling en first drop

Kenmerkend is de optakeling waarbij het wagentje verticaal naar boven wordt getrokken, gevolgd door een eerste afdaling met een hoek van 97°, wat iets verder is dan loodrecht naar beneden. Typhoon telt 4 inversies: een 19 meter hoge looping, een dubbele Heartline Roll en een enkele Heartline Roll.

## Land of Legends
In 2019 introduceerde Bobbejaanland het nieuwe themagebied Land of Legends, een gebied dat draait rond de vier elementen waarvan ook Typhoon deel uitmaakt, samen met Sledge Hammer, de nieuwe achtbaan Fury en ook een nieuwe waterspeelplaats Naiads Waters. De wachtrij van Typhoon kreeg daarom een nieuw thema en een nieuw startpunt gelegen op een centraal plein in het nieuwe gebied, de karretjes werden grijs geschilderd, evenals de baan zelf die een ijzig blauwe kleur kreeg. Typhoon staat in Land of Legends voor het element wind.

## Incidenten
- Op zaterdag 28 juni 2014 bleef om nog onduidelijke redenen een wagentje vaststeken bovenaan de optakeling, zo'n 25 meter boven de grond. Medewerkers van Bobbejaanland evacueerden de inzittenden zelf via de trap die in de optakeling is ingebouwd. De oorzaak was een technische fout en de attractie ging na onderzoek opnieuw open voor publiek.[2][3][4][5]
- Op dinsdag 15 augustus 2017 wordt een karretje dat na de rit het station binnenrijdt niet afgeremd. Bij de doortocht in het station gingen tevens de beugels open. Het wagentje botst vervolgens met open beugels tegen een ander karretje aan dat buiten het station klaarstond om omhoog getakeld te worden. Hierbij raakten vijf mensen lichtgewond.[6] Twee ervan werden naar het ziekenhuis afgevoerd met nekklachten, maar die keerden dezelfde dag nog terug naar het park. De achtbaan bleef hierna tien dagen dicht en werd uitvoerig gecontroleerd door zowel de technische dienst van het park, de producent Gerstlauer en keuringsinstantie TÜV. Deze laatste gaf op 25 augustus 's middags groen licht om de achtbaan weer te openen. Bobbejaanland wil de oorzaak van het ongeval niet bekendmaken.[7]

Afbeeldingen